# Philip Carey
Philip Carey (Hackensack, 15 luglio 1925 – Manhattan, 6 febbraio 2009) è stato un attore statunitense.

## Biografia
Nato con il nome di Eugene Joseph Carey, crebbe a Long Island e servì nel corpo dei Marines durante la seconda guerra mondiale e nella Guerra di Corea. Di alta statura, biondo e attraente, studiò recitazione e frequentò brevemente l'università, prima di essere notato da un talent scout che gli fece ottenere un contratto con la Warner Brothers. 
Come comprimario, lavorò in diversi film fra cui si ricordano La maschera di fango (1952), sul tema della Guerra di Secessione e il musical Non sparare, baciami! (1953), accanto a Howard Keel e Doris Day. Nel 1953 passò alla Columbia (che gli abbreviò il nome in Phil) e partecipò a parecchi western di media fattura, quali Cavalcata ad ovest (1954), riuscendo anche a ritagliarsi parti da protagonista come ne I rinnegati del Wyoming (1955). Negli anni sessanta interpretò il gustoso dramma horror Chi giace nella mia bara? (1964) con Bette Davis, e il fantascientifico Viaggiatori del tempo (1964). Dal 1984 apparve in maniera saltuaria - nel ruolo del patriarca Asa Buchanan - nella soap opera Una vita da vivere, più volte candidata ai Soap Opera Digest Awards.
Carey ebbe tre figli, Jeff, Linda e Lisa, dalla prima moglie Maureen Peppler, conosciuta ai tempi del college e sposata nel 1949. Dopo il divorzio si risposò nel 1976 con Colleen Welch, dalla quale ebbe altri due figli, Sean e Shannon. Nel 2006 gli venne diagnosticato un cancro ai polmoni che lo portò alla morte tre anni dopo.

## Filmografia parziale

### Cinema
- Lo squalo tonante (Operation Pacific), regia di George Waggner (1951)
- Tortura (Inside the Walls of Folsom Prison), regia di Crane Wilbur (1951)
- Arrivano i carri armati (The Tanks Are Coming), regia di Lewis Seiler e D. Ross Lederman (1951)
- Perdono (This Woman Is Dangerous), regia di Felix E. Feist (1952)
- La meticcia di Sacramento (The Man Behind the Gun), regia di Felix E. Feist (1952)
- La maschera di fango (Springfield Rifle), regia di André De Toth (1952)
- Il suo onore gridava vendetta (Gun Fury), regia di Raoul Walsh (1953)
- Le frontiere dei Sioux (The Nebraskan), regia di Fred F. Sears (1953)
- Non sparare baciami! (Calamity Jane), regia di David Butler (1953)
- Agguato al grande canyon ( Massacre Canyon), regia di Fred F. Sears (1954)
- Criminale di turno (Pushover), regia di Richard Quine (1954)
- Cavalcata ad ovest (They Rode West), regia di Phil Karlson (1954)
- I rinnegati del Wyoming (Wyoming Renegades), regia di Fred F. Sears (1954)
- Conta fino a 3 e prega! (Count three and pray), regia di George Sherman (1955)
- 3 strisce al sole (Three Strips in the Sun), regia di Richard Murphy (1955)
- La lunga linea grigia (The Long Gray Line), regia di John Ford (1955)
- La nave matta di Mister Roberts (Mister Roberts), regia di John Ford (1955)
- Amare per uccidere (Wicked as They Come), regia di Ken Hughes (1956)
- Porto Africa (Port Afrique), regia di Rudolph Maté (1956)
- L'ombra alla finestra (The Shadow on the Window), regia di William Asher (1957)
- L'ultima battaglia del generale Custer (Tonka), regia di Lewis R. Foster (1958)
- La statua che urla (Screaming Mimi), regia di Gerd Oswald (1958)
- Ritorno a Warbow (Return to Warbow), regia di Ray Nazarro (1958)
- L'impero dell'odio (The Black Gold), regia di Leslie H. Martinson (1963)
- Chi giace nella mia bara? (Dead Ringer), regia di Paul Henreid (1964)
- Viaggiatori del tempo (The Time Travelers), regia di Ib Melchior (1964)
- La città senza legge (Town Tamer), regia di Lesley Selander (1965)
- Il massacro dei Sioux (The Great Sioux Massacre), regia di Sidney Salkow (1965)
- Quando baci una sconosciuta (Once You Kiss a Stranger), regia di Robert Sparr (1969)
- I 7 minuti che contano (The Seven Minutes), regia di Russ Meyer (1971)
- Fighting Mad, regia di Jonathan Demme (1976)

### Televisione
- 77º Lancieri del Bengala (Tales of the 77th Bengal Lancers) – serie TV, 26 episodi (1956-1957)
- The Ford Television Theatre – serie TV, 10 episodi (1953-1957)
- Celebrity Playhouse – serie TV, episodi 1x11-1x35 (1955-1956)
- Philip Marlowe – serie TV, 26 episodi (1959-1960)
- Michael Shayne – serie TV episodio 1x06 (1960)
- Carovana (Stagecoach West) – serie TV, episodio 1x21 (1961)
- Thriller – serie TV, episodio 1x18 (1961)
- Indirizzo permanente (77 Sunset Strip) – serie TV, 4 episodi (1962-1963)
- G.E. True – serie TV, episodio 1x29 (1963)
- The Gallant Men – serie TV, episodio 1x17 (1963)
- The Nurses – serie TV, episodio 1x22 (1963)
- Il virginiano (The Virginian) – serie TV, 2 episodi (1963-1965)
- Laredo – serie TV, 56 episodi (1965-1967)
- Squadra speciale anticrimine (The Felony Squad) – serie TV, episodio 2x15 (1967)
- Cimarron Strip – serie TV, episodio 1x18 (1968)
- Ironside – serie TV, 2 episodi (1968-1969)
- La casa nella prateria (Little House on the Prairie) – serie TV, episodio 6x07 (1979)
- Una vita da vivere (One Life to Live) – serie TV, 39 episodi (1984-2008)

## Doppiatori italiani
- Gualtiero De Angelis in Criminale di turno, La lunga linea grigia, Il suo onore gridava vendetta, L'ultima battaglia del generale Custer
- Stefano Sibaldi in Perdono, La maschera di fango
- Giuseppe Rinaldi in Non sparare baciami
- Ferruccio Amendola in La nave matta di Mister Roberts